# با من بمان (فیلم ۲۰۱۸)
با من بمان (انگلیسی: Stay with Me; کره‌ای: 기억을 만나다) همچنین با نام Meet the Memories - First Love نیز شناخته می‌شود، نخستین فیلم فور دی وی‌آر در جهان است که در یک سینمای فور دی اکران شد.

## بازیگران
- سو یه جی در نقش یون سو
- کیم جونگ هیون در نقش وو جین
- دونگ هیون به در نقش جه هیون
- به نو ری در نقش می هی